# Remigia acuta
Remigia acuta là một loài bướm đêm trong họ Erebidae.